# LinuxTag
Der LinuxTag war die europaweit größte Messe zum Thema „freie Software“ mit dem Themenschwerpunkt Linux. Die bis 2014 jährlich stattfindende Veranstaltung gab einen umfassenden Überblick über den Markt um Linux und freie Software und trug dazu bei, Kontakte zwischen Benutzern und Entwicklern herzustellen. Der LinuxTag war gemeinsam mit den weltweiten OpenSource World die für Anwender und Entwickler weltweit bedeutendste Veranstaltung dieser Art.
Der LinuxTag hatte den Slogan „where .com meets .org“, also das Zusammentreffen von kommerziellen und nicht-kommerziellen Gruppen aus dem IT-Sektor. Zusätzlich gab es jedes Jahr ein weiteres Jahresmotto.

## Förderung Freier Software
Der LinuxTag sah sich als Teil der Free-Software-Bewegung und förderte diese Community in einem außergewöhnlichen Maße durch Unterstützung der zahlreichen Open-Source-Projekte. Diesen Projekten bot der LinuxTag mit eigenen Ständen, Foren und Vorträgen Möglichkeiten, ihre Software, ihre Konzepte und damit das ganze Projekt der Öffentlichkeit in angemessener Form vorzustellen. Dabei konnten und sollten Projekte durch regen Austausch mit anderen Gruppen und Firmen konzeptionell und inhaltlich profitieren. Fortschritte und neue Technologien wurden ausgiebig diskutiert und neue Wege erschlossen.

## Geschichte des LinuxTag
Die Konferenzmesse LinuxTag wurde 1996 von einer Handvoll Protagonisten der Unix-Arbeitsgruppe (Unix-AG) an der Universität Kaiserslautern ins Leben gerufen. Sie wollten über die damals neue Technologie Linux und Open Source informieren. Der LinuxTag bestand anfangs nur aus einer kleinen Zahl von Teilnehmern, sowohl Ausstellende als auch Vortragende. Um mit der schnell wachsenden Zahl von Teilnehmern und Ausstellern mithalten zu können, wurde der Standort mehrmals verlegt.

### Kaiserslautern
Die ersten LinuxTage fanden an der Technischen Universität Kaiserslautern statt.

#### LinuxTage 1996–1999
Der erste LinuxTag war ein Themenabend über Linux. Bis 1998 hatte der LinuxTag bereits 3.000 Besucher, nachdem er zuvor zum ersten Mal überregional bekannt gemacht worden war. 1999 fand der LinuxTag mit etwa 7.000 Besuchern zum ersten Mal in einem eigenen Gebäude und zum bisher letzten Mal in Kaiserslautern statt. In der Zeit danach wurde der LinuxTag e. V. gebildet.

### Stuttgart
In den Jahren 2000 (15.000 Besucher) und 2001 wurde der LinuxTag in Stuttgart abgehalten.

#### LinuxTag 2000
Der LinuxTag 2000 fand im Messezentrum Stuttgart vom 29. Juni 2000 bis zum 2. Juli 2000 statt. Es kamen bis zu 17.000 Besucher. Es fand erstmals ein Business-Kongress statt. Hier wurden Themen wie IT-Sicherheit, rechtliche Aspekte freier Software, kommerzielle Anwendungen unter Linux und Support zur Sprache kommen. IT-Entscheider konnten sich anhand von Fallstudien über die Einsatzbereiche freier Software informieren.

#### LinuxTag 2001
Der LinuxTag 2001 fand im Messezentrum Stuttgart vom 5. Juli 2001 bis zum 8. Juli 2001 statt. Es kamen bis zu 14.870 Besucher. Er stand unter der Schirmherrschaft des Bundeswirtschaftsministeriums.

### Karlsruhe

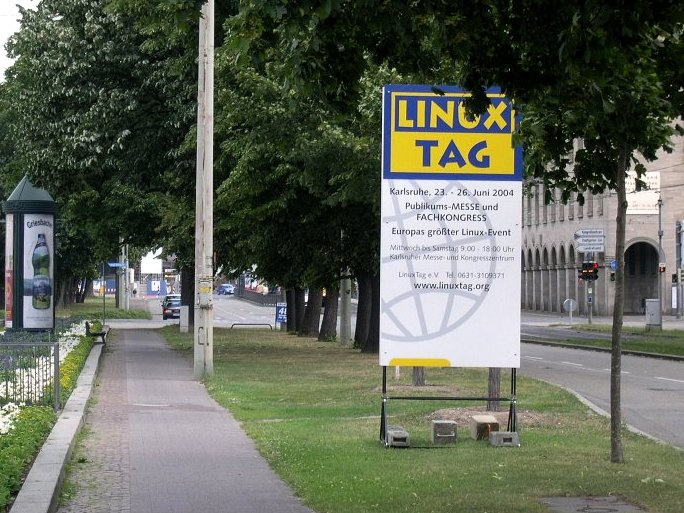
Der LinuxTag 2004 im Kongresszentrum Karlsruhe

Von 2002 bis 2005 fand der LinuxTag in Karlsruhe statt.

#### LinuxTag 2002
Der LinuxTag fand im Jahr 2002 erstmals vom 6. Juni 2002 bis 9. Juni 2002 im Kongresszentrum in Karlsruhe statt. Es kamen etwa 13.000 Besucher. Er stand unter dem Motto „Open your mind, open your heart, open your source!“ (deutsch etwa: Öffne deinen Geist, öffne dein Herz, öffne deine Quell(text)e!).

#### LinuxTag 2003

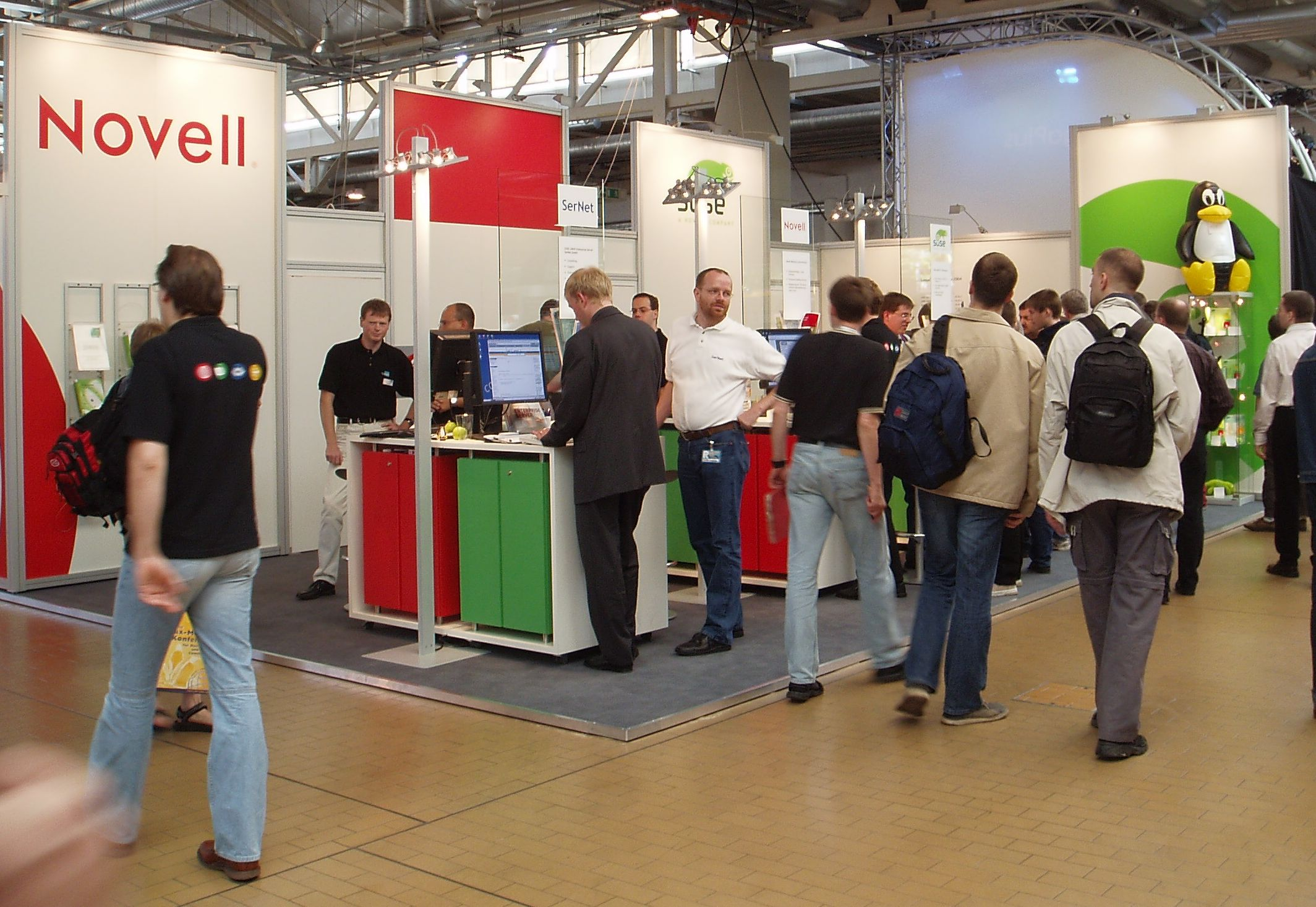
Novell/SuSE auf dem LinuxTag 2004

Der LinuxTag 2003 stand unter dem Motto Open Horizons und fand vom 10. bis 13. Juli 2003 zum zweiten Mal in Karlsruhe statt. Zusammen mit der Eintrittskarte für 10 Euro erhielten die Besucher auch die auf dem LinuxTag zum ersten Mal erhältliche Knoppix-DVD und einen Tux-Pin. Geöffnet war jeweils von 9:00 bis 18:00 Uhr, außer sonntags (bis 16:00 Uhr). Mit 19.500 Besuchern stieg die Zahl der Besucher um 40 Prozent gegenüber dem Vorjahr.
Als Aussteller waren sowohl Unternehmen als auch nicht-kommerzielle Gruppen vertreten. Apple zeigte Mac OS X in Verbindung mit Open Source. Rund 150 Aussteller waren 2003 dabei. 2002 waren es noch etwa 100 Aussteller gewesen.
Weitere Highlights waren die Freigabe von OpenGroupware.org nach dem Modell von OpenOffice.org als Open Source und die kostenlose Umstellung mehrerer Dutzend Xboxen, teilweise mit Hardware-Modifikation durch zwei Lötpunkte, teilweise durch Einspielen des sogenannten MechInstallers auf Linux.
Daneben gab es noch einen Programmierwettbewerb und am Sonntag fand zwischen 13 und 14 Uhr ein Weltrekordversuch statt: Auf einem Server sollten 100-Linux-Desktop-Sessions mit Gnome und KDE gleichzeitig zum Laufen gebracht werden. Dabei konnte über das Internet jeder mitmachen. Das Ergebnis wurde nicht bekanntgegeben.
Neben der Ausstellung fanden auch Kongresse statt, bei denen renommierte Experten über einen Themenkreis referierten. Es gab zum Beispiel eine Debian-Konferenz und am Sonntag gab es einen Vortrag über TCPA mit anschließender Diskussion. Der Business- und Behördenkongress hat sich mit 400 Teilnehmern um etwa 60 % vergrößert. Das freie Vortragsprogramm wurde am Freitag vom Parlamentarischen Staatssekretär im Bundesministerium für Wirtschaft und Arbeit (BMWA), Rezzo Schlauch eröffnet.
Über Webcams konnte man auch einen virtuellen Besuch auf der Messe machen. Die Pingu-Cam (Tux der Pinguin ist das Linux-Maskottchen) zeigte Bilder aus dem Tiergarten von Karlsruhe, der direkt neben dem Messegelände liegt.

#### LinuxTag 2004

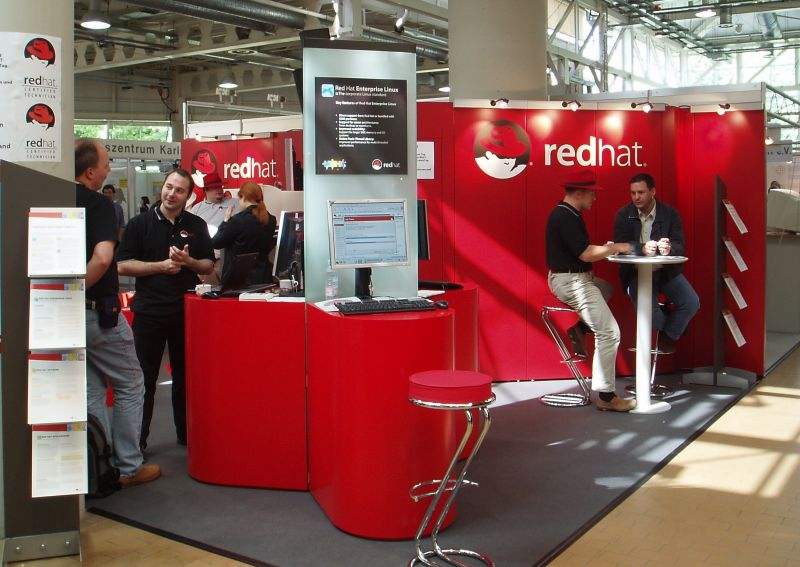
Red Hat auf dem LinuxTag 2004

Der LinuxTag 2004 fand vom 23. bis 26. Juni 2004 zum dritten Mal im Kongresszentrum in Karlsruhe statt. Wer sich auf der Homepage anmeldete, bekam freien Eintritt. Für 10 Euro Eintritt bekam man allerdings einen Tuxpin, eine Knoppix-DVD und eine DVD mit FreeBSD, NetBSD und OpenBSD.
Der LinuxTag 2004 hatte das Motto „Free source – free world“. Es wurden 16.175 Besucher gezählt. Bei der Rekordanzahl von etwa 170 Ausstellern waren neben vielen freien Projekten auch zahlreiche große und mittlere Unternehmen dabei. Hewlett-Packard war zum dritten Mal Offizieller Cornerstone Partner. Weitere wichtige Firmen waren der C&L Verlag, Intel, Novell, Oracle, SAP und Sun Microsystems. Zum ersten Mal war auch Microsoft mit einem Stand vertreten.
Auf dem eintägigen Business- und Behörden-Kongress am 24. Juni wurden Fallstudien und Erfolgsgeschichten über Einsatzmöglichkeiten von Open Source in Unternehmen und Behörden vorgestellt. Dabei kam unter anderem auch das Problem mit Viren und Würmern zur Sprache.
Für den freien Kongress gab es eine Rekordbeteiligung mit etwa 350 Vorschlägen aus über 20 Ländern. 130 davon konnten im Programm untergebracht werden. Dabei war die Problematik der Softwarepatente ein wichtiges Thema.
Wettbewerbe auf diesem LinuxTag waren ein Coding-Marathon und der Hacking Contest 2004.

#### LinuxTag 2005
Der LinuxTag 2005 fand in der Zeit vom 22. bis 25. Juni 2005 im Kongresszentrum Karlsruhe statt. Der LinuxTag 2005 war insgesamt der 11. LinuxTag und stand unter dem Motto „Linux everywhere“. Neben der Ausstellung verschiedener Firmen, die mit Linux mehr oder weniger zu tun haben, gab es auch 2005 wieder ein Vortragsprogramm. Auch der Business- und Behörden-Kongress fand am 22. Juni 2005 wieder statt. Vor dem offiziellen Start des LinuxTages gab es die Möglichkeit, sich vom 21. bis 23. Juni 2005 in verschiedenen Tutorials weiter zu bilden.
Jimmy Wales kündigte in seiner Eröffnungsrede die Zusammenarbeit zwischen Wikipedia und KDE an. Über eine Webservices-Schnittstelle soll jedes Programm direkt auf die Wikipedia zugreifen können. Der KDE-Medienplayer Amarok kann ab der Version 1.3 auf Wikipedia-Artikel von Künstlern zugreifen.
Der Veranstalter sprach von 12.000 Besuchern, was hauptsächlich auf die neu gestalteten Eintrittspreise und die bis dato heißeste Woche des Jahres zurückgeführt wurde.

### Wiesbaden
2006 war Wiesbaden der Veranstaltungsort.

#### LinuxTag 2006

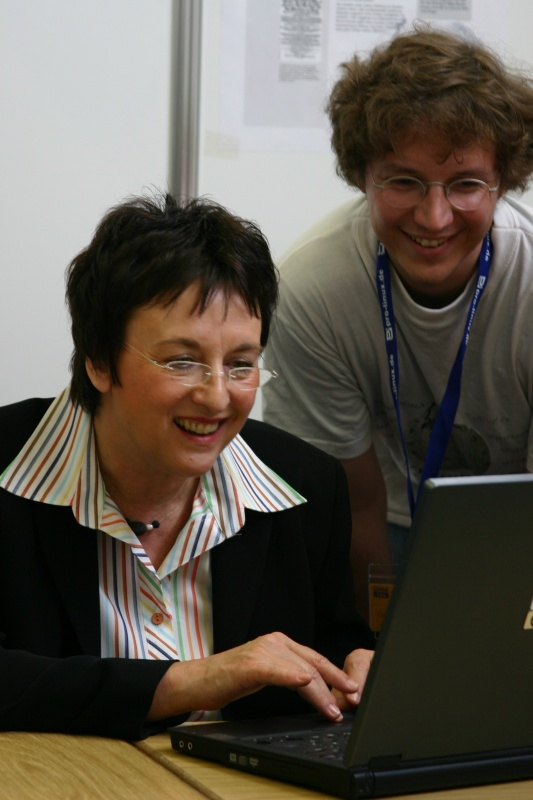
Bundesjustizministerin Brigitte Zypries am Wikipedia-Stand 2006

Der LinuxTag 2006 fand vom 3. bis 6. Mai 2006 in den Rhein-Main-Hallen in Wiesbaden unter dem Thema „See, what’s ahead“ statt. Laut Veranstalter besuchten über 9.000 Personen aus über 30 Nationen den LinuxTag 2006. Es gab viele, oft auch internationale Vorträge und verschiedenste Informationsstände; anwesend waren u. a. IBM, Avira und Sun Microsystems, wobei auch einige wie z. B. Hewlett-Packard oder Red Hat fehlten. Am Hacking-Contest nahmen drei Mannschaften teil.
Der LinuxTag präsentierte sich noch stärker als in den Jahren zuvor als Open-Source-Veranstaltung und hatte erstmals einen BSD-Tag, mit Vorträgen der großen BSDs FreeBSD (und dessen Variante mit KDE-Oberfläche DesktopBSD), NetBSD und OpenBSD, die auch mit einer BSD-Area vertreten waren.
Der am stärksten besuchte Vortrag des Jahres war die Keynote von Ubuntu-Gründer Mark Shuttleworth, der sich dabei selbst als den „Chefträumer von Ubuntu“ bezeichnete und über die gute Zusammenarbeit der Nutzer mit den Entwicklern sprach. Außerdem betonte er, dass Kubuntu und Ubuntu gleichwertig zu behandeln seien und dass es eine gute Zusammenarbeit der Entwickler gebe.
Daneben gab es die Möglichkeit, einige der Vorträge über einen Videostream zu verfolgen, was von schätzungsweise 1.800 Personen genutzt wurde.

### Berlin
Ab 2007 fand der LinuxTag in Berlin statt. Bis 2013 war der Veranstaltungsort die Messehallen unter dem Berliner Funkturm.

#### LinuxTag 2007
Der LinuxTag 2007 fand vom 30. Mai bis zum 2. Juni 2007 mit dem Motto „Come in: We're open!“ statt. Er wurde von etwa 9600 Menschen besucht.
Die Veranstaltung stand unter der Schirmherrschaft des Bundesministers des Innern, Wolfgang Schäuble. Dies löste aufgrund der politischen Haltung des Bundesinnenministers eine rege Diskussionswelle aus, welche bis hin zu Boykottierungsaufrufen des LinuxTages ausuferte. Die Aufruhr in der Linux-Gemeinde war so groß, dass selbst ausländische Seiten darüber berichteten.

#### LinuxTag 2008
Der LinuxTag 2008 fand vom 28. bis 31. Mai auf dem Berliner Messegelände mit 11.612 Besuchern statt. Der zweite LinuxTag in der Deutschen Hauptstadt steht unter der Schirmherrschaft von Bundesaußenminister und Vizekanzler Frank-Walter Steinmeier und findet im Rahmen einer sechstägigen „IT-Woche in der Hauptstadtregion“ statt, zu der auch die zum vierten Mal in Berlin stattfindende IT-Businessmesse IT Profits unter der Schirmherrschaft von Bundesverkehrsminister Wolfgang Tiefensee, zugleich Beauftragter der Bundesregierung für die Neuen Bundesländer, der 2. Deutsche Asterisk-Tag, der Anwender- und Entwicklerkonferenz zu Voice over IP, und der 8. @kit-Kongress zu juristischen Fragen der professionellen IT-Nutzung zählen. Wichtige Themen waren „Highlights für den Digital Lifestyle“ und die „Mobile + Embedded Area“.

#### LinuxTag 2009
Der LinuxTag 2009 fand vom 24. bis 27. Juni auf dem Berliner Messegelände statt. Er hatte mehr als 10.000 Besucher. Er steht unter der Schirmherrschaft von Bundesaußenminister und Vizekanzler Frank-Walter Steinmeier. Der neue Präsident der Free Software Foundation Europe Karsten Gerloff besuchte den LinuxTag. Ein Schwerpunkt sind die „Abbildung von Businessprozessen mit Linux“ sowie „Open Source in den Farben der Trikolore“, wofür 14 Open-Source-Anbieter aus Frankreich ihr Produkt- und Dienstleistungsspektrum zeigen.

#### LinuxTag 2010
Der 16. LinuxTag fand vom 9. bis 12. Juni 2010 auf dem Berliner Messegelände statt. Er wurde von etwa 11.600 Menschen besucht. Er steht unter der Schirmherrschaft von Cornelia Rogall-Grothe, Beauftragte der Bundesregierung für Informationstechnik. Keynotesprecher waren Microsofts General Manager James Utzschneider, der mit seinen offenen Umgang mit Open Source die Zuhörer verblüffte, der CEO von SugarCRM Larry Augustin unterstrich die wirtschaftliche Bedeutung von OSS und den Zusammenhang mit dem kommenden Trend Cloud-Computing, der Open-Source-Chef von Google, Chris DiBona, unterstrich das hohe Fachniveau des Kongresses, der Kernel-Entwickler Jonathan Corbet gab einen Ausblick auf den nächsten Linux-Kernel 2.6.35 und Ubuntu-Begründer Mark Shuttleworth steckte die Wegmarken für Ubuntus Desktops ab.

#### LinuxTag 2011
Der 17. LinuxTag fand vom 11. bis 14. Mai 2011 auf dem Berliner Messegelände mit dem Motto „Zukunft gestalten, Renaissance einleiten“ statt. Er hatte 11.582 Besucher und stand unter der Schirmherrschaft von Cornelia Rogall-Grothe der Beauftragten der Bundesregierung für Informationstechnik. Keynotes wurden gehalten von Wim Coekaerts (Oracle), Bradley Kuhn (Software Freedom Conservancy) und Daniel Walsh (Red Hat).

#### LinuxTag 2012
Der 18. LinuxTag fand vom 23. bis 26. Mai 2012 auf dem Berliner Messegelände mit dem Motto „Open minds create effective solutions!“ statt. Er steht unter der Schirmherrschaft von Cornelia Rogall-Grothe der Beauftragten der Bundesregierung für Informationstechnik. Auf dem LinuxTag fand die Premiere des „OpenMind ManagerMorning“ statt, auf dem Branchenexperten und Lehrende über die IT und Veränderungen in der Gesellschaft diskutierten und philosophierten.
Zudem fand auch die Premiere der neuen Vortragreihe „Open Minds Economy“, organisiert durch die Open Source Business Alliance und die Messe Berlin, statt, die das Erfolgsmodell von Open Source in den Bereichen Wirtschaft und Gesellschaft präsentiert.
Keynotes wurden gehalten von Jimmy Schulz, Vorsitzender der Projektgruppe "Interoperabilität, Standards und Open Source" der Enquete-Kommission zu Internet und digitaler Gesellschaft im Deutschen Bundestag, Ulrich Drepper, Maintainer der GNU C Standard Library Glibc und Lars Knoll, Mitarbeiter bei Nokia und Chief Maintainer der QT-Bibliothek.

#### LinuxTag 2013
Der 19. LinuxTag fand vom 22. bis 25. Mai 2013 auf dem Berliner Messegelände mit dem Motto „In der Wolke und „eingebettet“ – Siegeszug der freien Software hält an“ statt. Er steht unter der Schirmherrschaft von Cornelia Rogall-Grothe der Beauftragten der Bundesregierung für Informationstechnik.
Es fand die Premiere des Open-IT Summit statt, der als parallele Konferenz zum LinuxTag von der Open Source Business Alliance (OSBA) und der Messe Berlin organisiert wurde und die Thematik Open Source im Businessumfeld stärker beleuchtet. Ebenfalls fand der OpenStack Day als erste größere Subkonferenz zu dem Thema OpenStack in Europa in Kooperation mit der OpenStack Foundation statt. Die Stiftung hat ihren Sitz in den USA und versteht sich als weltweit tätiges Sammelbecken für die gleichnamige, skalierbare Cloud-Management-Plattform.
Keynotes wurden gehalten von Kernel-Entwickler Matthew Garrett zum Thema Unified Extensible Firmware Interface (UEFI) und Secure Boot und von Benjamin Mako Hill, Forscher am Massachusetts Institute of Technology, der dazu aufrief sogenannte Antifeatures nicht hinzunehmen, bei denen Hersteller Restriktionen in Geräte einbauen.

#### LinuxTag 2014
Die Besucherzahlen des LinuxTags waren trotz immer mehr Benutzern von Open-Source-Programmen gesunken.
Um sich auf die Veränderungen anzupassen, richtete sich der Linuxtag im Jahr 2014 durch Fokussierung und Diversifizierung auf das Kernthema der professionellen Nutzung von Open-Source-Software aus. Dazu ging der LinuxTag eine strategische Partnerschaft mit der droidcon ein und wendete sich verstärkt dem Vorstellen konkreter Techniken und Produkte zu, die im Umfeld von Open Source entstanden. Dazu gehörten unter anderem Cloud-Technik wie Infrastructure as a Service, IT-Service-Management, skalierbare Storage-Systeme, Enterprise-Web-Frameworks sowie Content-Management-Systeme und Embedded Linux.
Der 20. LinuxTag fand vom 8. bis 10. Mai 2014 im STATION Berlin statt, in räumlicher und zeitlicher Nähe zur Media Convention Berlin (6. bis 7. Mai), der re:publica (6. bis 8. Mai) sowie der droidcon (8. bis 10. Mai 2014). Alle Events strebten eine enge Verknüpfung an, um über thematische Brücken eine Aufwertung für Besucher und Programm zu erzielen. Auf Kritik stieß der von 50 auf 150 Euro stark gestiegene Eintrittspreis.
Trotz der Änderungen wurde die Veranstaltung anschließend eingestellt. Gründe dafür war der hohe Arbeitsaufwand, der von den Vereinsmitgliedern nebenberuflich hätte erbracht werden müssen.

## Reaktionen auf die Einstellung
Als bekannt wurde, dass der LinuxTag 2015 im Messeformat ausfällt, nahmen andere Menschen dies als Anlass den Linux Presentation Day (LPD) zu etablieren. Der LPD ist allerdings nicht als Ersatz für den LinuxTag gedacht. Stattdessen hat sich der LPD auf die Fahnen geschrieben, Linux auf dem Desktop zu mehr Erfolg zu verhelfen. Dazu wuchs die Veranstaltung von einem zunächst rein Berliner Phänomen innerhalb eines Jahres zu einem europaweiten Ereignis.

## LinuxTag Verein
Als Träger des LinuxTag wurde der LinuxTag e. V. gegründet. Dieser veranstaltete den LinuxTag ehrenamtlich. 2005 gab es einen Versuch, die Organisation mit zwei unterstützenden Vollzeitkräften für vier Monate durchzuführen, was allerdings in den Folgejahren nicht wiederholt werden konnte. Nachdem 2014 der letzte LinuxTag veranstaltet wurde, verschmolz der Verein 2017 mit der German Unix User Group (GUUG).